# Clerodendrum thomsoniae

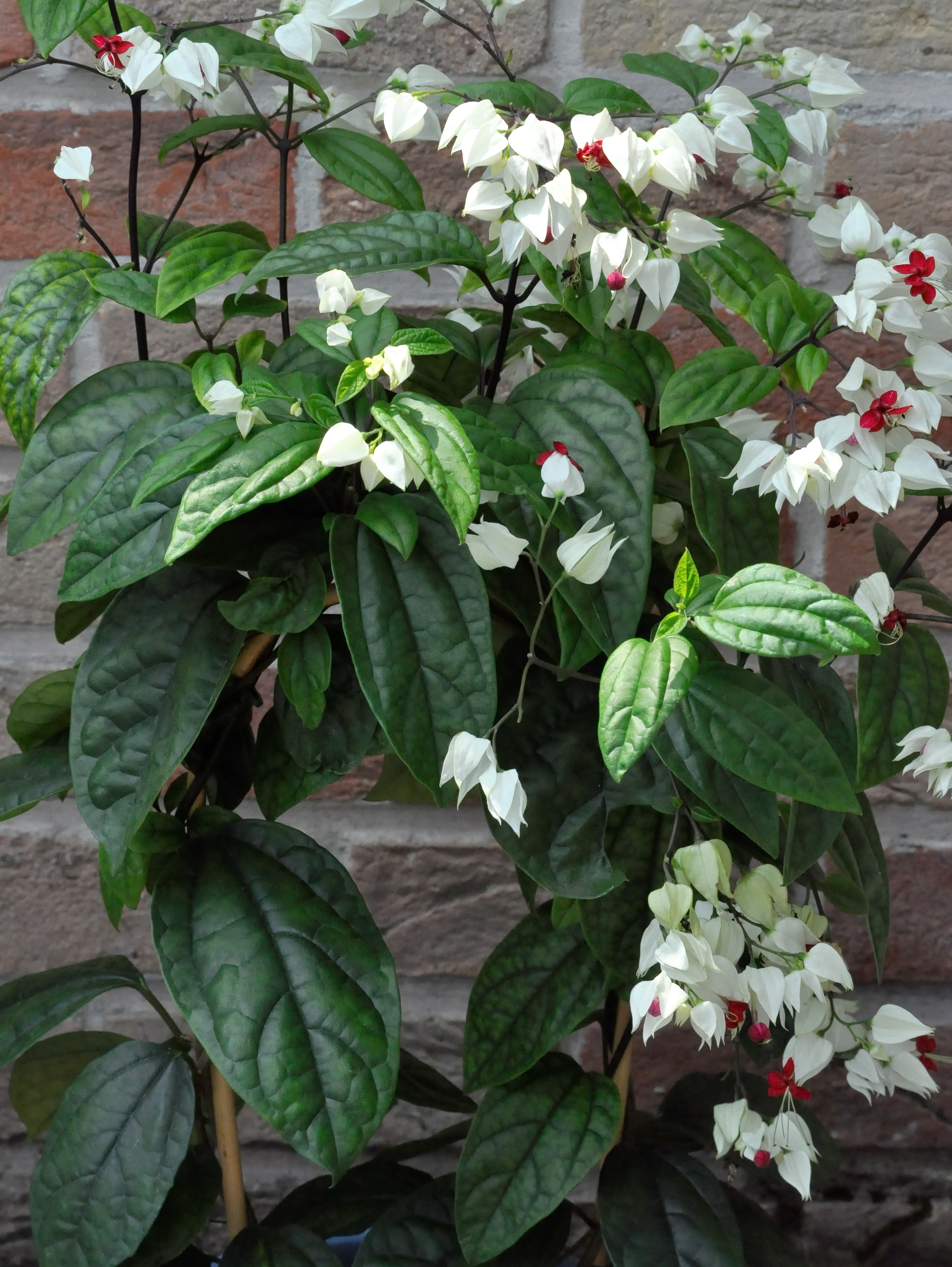

Clerodendrum thomsoniae is een plantensoort die naargelang de bron wordt gerekend tot de lipbloemenfamilie (Lamiaceae) of tot de ijzerhardfamilie (Verbenaceae). 
De soort komt van nature voor in West-Afrika, meer bepaald in het gebied van Kameroen tot Senegal. Ze werd vernoemd naar William Cooper Thomson, een 19e-eeuwse missionaris in Nigeria.